# 合体アイドル!スノウちゃん
『合体アイドル!スノウちゃん』（がったいアイドル スノウちゃん）は、ぷらぱによる日本の4コマ漫画。『まんがタイムきららMAX』（芳文社）にて、2017年6月号から8月号までゲスト連載後、2017年9月号から2019年7月号にかけて連載された。

## あらすじ
最近ネットで人気のアイドル「スノウ」。その正体は、4人の女子中学生が役割分担して演じている「合体アイドル」だった。

## 登場人物

### SNOWのメンバー
小倉 杏（おぐら あんず）
ボーカル担当。過去のトラウマから人前で歌うのは苦手。毒舌家。　
雨宮 瑠璃（あまみや るり）
見た目担当。人見知りのコミュ症だがスノウに変身すると人格が変わる。
アイドル好きの親の影響で小さいころからダンススクールに通っていた。
寿 彩愛（ことぶき あやめ）
プロデュース&MC担当。思いつきでイベントに申し込んだりしてスノウを振り回す。
日高 蜜柑（ひだか みかん）
作曲&振り付け&衣装担当。さらにツッコミも担当する関西娘。貴重な常識人。
「ソレイユ」名義で表に出て踊ることもあり、コミカルランキングの1位を獲得したこともある。

### 同じ学校に通う人物
井口 巴（いぐち ともえ）/ カナリア
スノウの初ライブの時に共演した歌い手。4人の隣のクラスの生徒。
お金持ちのお嬢様で、両親に褒められたことがきっかけで歌い手になった。ネット上の評価は「素人にしてはうまい」。
4人とは何度も顔を合わせていたが、物語終盤までスノウの正体には気付かなかった。
藤田 皐月（ふじた さつき）/ トリアドール
生徒会長。
トリアドールは4人がネットアイドル活動を始めるときに参考にした歌い手だが、スノウの歌をカバーしたこともある。
本人たちしか知らないはずの「トリアドールからスノウへのメール」の存在を知っていたことから4人に正体がばれてしまった。

## 書誌情報
- ぷらぱ『合体アイドル！スノウちゃん』芳文社〈まんがタイムKRコミックス〉
  1. 2018年6月27日発売 ISBN 978-4-8322-4958-5 [6]
  2. 2019年7月25日発売 ISBN 978-4-8322-7112-8 [6]